# アンドレイ・プレペリツァ
アンドレイ・プレペリツァ（Andrei Prepeliță 、1985年12月8日 - ）は、ルーマニア・オルト県スラティナ出身の元プロサッカー選手、サッカー指導者。元ルーマニア代表。現役時代のポジションは、ミッドフィールダー（守備的ミッドフィールダー）。

## 経歴
2011年8月、FCステアウア・ブカレストに4年契約で加入
2015年6月、PFCルドゴレツ・ラズグラドに2年契約で加入。
2016年8月、FCロストフに加入。

## タイトル
ステアウア・ブカレスト
- リーガ1: 2012–13, 2013–14, 2014–15
- クパ・ロムニエイ: 2014–15
- スーペルクパ・ロムニエイ: 2013
- クパ・リギー: 2014–15

ルドゴレツ・ラズグラド
- ファースト・プロフェッショナル・フットボールリーグ: 2015–16